# عبد الله إبراهيم المفرج
عبد الله إبراهيم المفرج، (1937 -) وزير العدل والأوقاف والإسكان الكويتي السابق مُنذ عام 1975 حتى 1981.

## سيرته
يعتبر عبد الله من أوائل الدارسين الكويتيين في مصر عام 1955، تلقى تعليمه الابتدائي والثانوي في الكويت والتحق بالمعهد الديني عام 1954، وأكمل دراسته في كلية دار العلوم في جامعة القاهرة عام 1955، وحصل على شهادة الليسانس في اللغة العربية والعلوم الإسلامية، وأوفد في بعثة دراسية إلى المملكة المتحدة لحضور دورات في الإدارة التربوية المقارنة، ثم عمل في وزارة التربية وتدرج في عدة مناصب، رئيساً لقسم المدارس بالخارج، ثم رئيساً لقسم البعثات فمديراً لإدارة العلاقات الثقافية سنة 1965 فوكيلاً مساعداً للشؤون الثقافية سنة 1972، اختير وزيرًا للعدل منذ عام 1975 - 1981 ووزير الأوقاف منذ عام 1975 - 1976 و وزير الإسكان عام 1980.